# GnuLinEx
gnuLinEx (antigament LinEx), era un sistema operatiu basat en Debian GNU/Linux que incorporava GNOME i OpenOffice.org, entre altres aplicacions.
Inicialment el projecte gnuLinEx estava impulsat per la Consejería de Infraestructuras y Desarrollo Tecnológico de la Comunidad Autónoma d'Extremadura (Espanya), amb el suport d'altres organismes públics i privats. Des del 7 de juliol de 2010 Centro de Excelencia de Software Libre ‘José de Espronceda’ (CESJE)» va dirigir el projecte fins al 31 de desembre de 2011. Després de l'abandonament del projecte gnuLinEx per part del Govern d'Extremadura, es transfereix la gestió del projecte al CENATIC, que acaba adjudicant per concurs el desenvolupament d'una nova versió a l'empresa Emergya.
Amb el projecte SysGobEx el Govern d'Extremadura va deixar d'utilitzat gnuLinEx als equips informàtics de l'Administració Pública extremenya i del Servei Extremeny de Salud, i va utilitzar una versió GNU/Linux personalitzada diferent dins del marc del projecte LinGobEx. L'agost del 2015 es va cessar el desenvolupament de les distribucions personalitzades i en canvi es fa servir Ubuntu. Els programes són presentats per importants figures de la literatura, ciència castellanes.
El maig de 2003, s'havien distribuït 200.000 CDs de LinEx gratuïtament mitjançant els diaris locals i s'havien descarregat 70.000 imatges del sistema operatiu des del seu lloc web. Al voltant del 20% dels habitants d'Extremadura podien usar LinEx.

## Principal programari inclòs
- Entorn d'escriptori GNOME
- Paquet ofimàtic LibreOffice:
  - Processador de text
  - Full de càlcul
  - Programa de presentacions
  - Programa de gestió de base de dades
- Clients de correu electrònic i de Usenet
- Navegador web Mozilla Firefox
- Programes d'edició i retoc fotogràfic GIMP

## Virtuts
- Estabilitat
- Fàcil instal·lació
- Lliure distribució i ús
- Pràcticament lliure de virus informàtics
- Gratis

## Problemes
- És impossible aconseguir una compatibilitat total amb programes i formats privatius com els de Microsoft, ja que aquest treballa amb formats tancats.
- No hi ha gaires botigues que venguin gnuLinEx preinstal·lat.
- Els noms de molts programes continguts a la distribució s'han canviat per altres relacionats amb Extremadura, el que pot fer difícil l'ús i l'aprenentatge, a la versió 2004 s'ha inclòs la possibilitat d'optar per les icones i noms originals de totes les aplicacions. De tota manera, els usuaris ho veuen útil, ja que els ajuda a recorda el nom de les aplicacions sense anglicanismes.

## Llançaments
| Versió                                                                         | Data de llançament     | Distribució base     | Novetats |
| ------------------------------------------------------------------------------ | ---------------------- | -------------------- | --- |
| 2.0                                                                            | 28 de maig de 2002     | Debian Potato        | Primera versió de LinEx. Linux kernel 2.4.14 |
| 3.0                                                                            | 15 d'octubre de 2002   | Debian Woody         | Canvi de distribució base. Linux kernel 2.4.18 |
| 3.0r1                                                                          | 20 de febrer de 2003   | Debian Woody         | Linux Kernel 2.4.20, XFree 4.2.1, GNOME 2, OpenOffice.org 1.0.2 i MPlayer 0.90rc4 (substitueix a xine) |
| 3r01g22                                                                        | 16 d'abril de 2003     | Debian Woody         | XFree86 4.3.0 i GNOME 2.2 |
| 3r02                                                                           | 16 d'octubre de 2003   | Debian Woody         | Únicament s'inclou programari compatible amb la llicència GPL, es treuen els controladors de NVIDIA i també el suport a Java. OpenOffice.org 1.1 i MPlayer 1.0rc2 |
| 2004                                                                           | 20 de juliol de 2004   | Debian Sarge         | Canvi de nom a gnuLinEx. Canvi de distribució base. Linux kernel 2.6.7 i GNOME 2.6 o XFCE4 Altres edicions: - LinEx empresas (4 de novembre de 2004), edició que incorpora més de 100 aplicacions específiques per al sector empresarial útils per a la comunicació, la gestió i programació i el disseny. També incorpora el paquet LinEx Facturación y Contabilidad i l'aplicació Galopín per a la facturació i control d'existències. |
| 2004r1                                                                         | 29 de desembre de 2004 | Debian Sarge         | Compatibilitat amb SATA, instal·lació en unitats USB, Mozilla Firefox 1.0, Evolution 2.0, GNOME 2.8 i la utilitat de gravació de discs K3B Altres edicions: - JuegaLinEx, edició amb més 150 jocs classificats per categories (Arcade, Estratègia, Miscel·lània, Jocs de cartes, Jocs de plataformes, Trencaclosques, Simuladors i Jocs de taulell), també té diferents modalitats d'instal·lació per edat. |
| 2006                                                                           | 20 de juny de 2006     | Debian Sarge         | Linux kernel 2.6.16, X.Org 6.9.0 i GNOME 2.14 Altres edicions: - LinEx SP (18 d'abril de 2007) i LinEx SP 2008 (LinEx SP 2.0) Edició destinada al Sector Públic d'Extremadura. - LinEx PYME Edició destinada al sector empresarial extremeny, inclou 4 paquets de LinEx específics: Facturlinex (facturació), Contalinex (comptabilitat), Nominalinex (gestió de nòmines) i Recilinex (gestió de rebuts bancaris). - LinEx Colegios Edició destinada a la comunitat educativa extremenya, inclou tres perfils d'usuari: educació infantil (nens de 5 anys), cicle 1 i 2 d'educació primària (nens de 6 a 7 anys) i cicle 3 d'educació primària (nens de 8 a 9 anys). - LinEx-EDU Edició amb més de 80 aplicacions classificades per matèries: matemàtiques, llengua, educació infantil, música, formació professional, etc. - SESLinEx (Proyecto Jara). Edició destinada a l'equipament informàtic del Servicio Extremeño de Salud (SES), aquest projecte afecta a 14 hospitals públics, 107 centres de salut, 300 consultoris i 15.000 professionals del SES. - JEX ELL (Junta de Extremadura Entidades Locales) Edició destinada a ajuntaments i diputacions provincials d'Extremadura. |
| 0.5-2                                                                          | 10 de gener de 2009    | Debian Lenny 5.0     | Canvi de distribució base. Linux kernel 2.6.26 optimitzat per a l'arquitectura i686, X.Org 7.3, GNOME 2.22, OpenOffice.org 3.0.0 i Iceweasel 3.0.4 |
| 2010                                                                           | 21 d'octubre de 2010   | Debian Lenny 5.0.4   | Linux kernel 2.6.32 compatible amb els darrers adaptadors Wi-Fi, GNOME 2.22.3, GRUB 2, OpenOffice.org 3.2, Mozilla Firefox 3.6.10 i els reproductors de vídeo Totem i MPlayer així com els reproductors d'àudio Audacious i Rhythmbox, l'editor de vídeo OpenShot i els visualitzadors d'imatges gThumb i F-Spot. Participació al programa EXTREMADURAATHOME de computació Voluntaria BOINC (opcional). Aplicacions propietàries (opcionals) durant la instal·lació: - Wireless Firmware - Adobe Flash Plugin - Unrar - Codecs Gstreamer - DNI-Electrónico - Codecs Propietarios w32codecs |
| 2011                                                                           | 14 d'octubre de 2011   | Debian Squeeze 6.0.3 | Canvi de distribució base. GNOME 2.30.2, LibreOffice 3.4.3 i Mozilla Firefox 7.0.1. Versions disponibles del Kernel durant la instal·lació: - 2.6.32-686 sin PAE (Equipos antiguos) - 2.6.32-686 con PAE (Mayoría de equipos) - 2.6.32-amd64 (Equipos AMD) Aplicacions propietàries (opcionals) durant la instal·lació: - Firmware Targetes de red - Plugin Flash - Codecs Multimedia - Soporte formato compresión RAR. Disposa de 5 perfils d'usuari: Multimedia audio (147MB), Multimedia vídeo (81MB), Diseño gráfico (134MB), Juegos (587MB) i Programación (302MB). Altres edicions basades amb Debian Squeeze (testing): - LinEx Colegios 2010 - LinEx Secundaria - LinEx Docente - LinEx en Terminales - LinEx en Portátiles de Centros Concertados. |
| 2011r1                                                                         | 11 de desembre de 2012 | Debian Squeeze       | Canvi de domini dels repositoris de programari de linex.org a linex.gobex.es. |
| 2013                                                                           | 11 de febrer de 2013   | Debian Wheezy        | Canvi de distribució base. Linux 3.2, GNOME 3, LibreOffice 3.5.4, Mozilla Firefox 17.0.1 i Sinadura 3.1.2 (aplicació per a la signatura digital de documents) Disposa de 5 perfils d'usuari: - Ciudadano Amb aquest perfil d'usuari s'intenten cobrir dels necessitats d'un usuari d'escriptori senzill i intuïtiu pensat per facilitar al màxim l'accés a la informació. Amb un entorn d'escriptori d'última generació (GNOME 3) l'usuari podrà accedir a les aplicacions destinades a cobrir les seves necessitats de comunicació, ofimàtiques i multimèdia. - ONG Aquest aquest perfil d'usuari és idoni per atendre amb eficàcia les tasques administratives en organitzacions del tercer sector. Destaquen les personalitzacions de l'escriptori i la incorporació de l'aplicació especialitzada en gestió associativa GONG, que inclou aplicacions amb les que es poden resoldre les necessitats ofimàtiques i comunicatives per a les organitzacions sense ànim de lucre. - Accesibilidad (147MB) Aquest aquest perfil d'usuari incorpora solucions que contribueixen a la integració de persones amb algun tipus de discapacitat. Incorpora síntesis de veu, magnificador de pantalla, alertes visual i contrast alt, igualment amb aquest perfil s'accedirà a aplicacions accessibles del tipus transcriptor de braile, control de punter mitjançant la detecció de moviment o estimulació cognitiva. - Ocio (2704MB) Perfil d'usuari apte per a tota la família que permet disposar d'una àmplia varietat de jocs informàtics que incorpora els darrers controladors de targetes gràfiques. - Programación (945MB) Aquest perfil d'usuari és una eina orientada a professionals que proporciona un entorn modern idoni per a desenvolupadors i dissenyadors. |
| 2013.1                                                                         | 27 de febrer de 2014   | Debian Wheezy        | S'afegeix un nou perfil d'usuari: - Innovación (1632MB) Aquest perfil d'usuari està destinat a atendre específicament les necessitats de programari d'aquells que es dediquen a la investigació i a la innovació en empreses i centres tecnològics d'Extremadura. |
| Llegenda:Versió antigaVersió antiga, amb suportDarrera versióProper llançament |                        |                      | |

## Premis obtinguts
- Premi que concedeix la Asociación de Usuarios de las Telecomunicaciones (AUTEL) al desenvolupament de serveis avançats de Tecnologías de la Información y de la Comunicación (octubre del 2002.
- Premi de la Asociación de Usuarios Españoles de Linux (Hispalinux) a la Junta de Extremadura pel desenvolupament de gnuLinEx (novembre de 2002)
- Premi de Computerworld 2003 a la Consejería de Educación, Ciencia y Tecnología de la Junta de Extremadura per la creació de gnuLinEx (març de 2003)[40]
- Premi «Vettonia, voz Castúa» al conseller d'Educació, Ciència i Tecnologia, concedit per la Agrupación Extremeña de Alcorcón, pel desenvolupament de gnuLinEx (juny de 2003)[41]
- Premio Europeo de la Innovación Regional, Categoría de Sociedad de la Información, atorgat per la Comissió Europea en el marc del Programa Regional Europeo de Acciones Innovadoras i entregat en el ple del Comitè de les Regions a Brussel·les el 22 d'abril del 2004[42][43]